# Modlitba pro Martu
Modlitba pro Martu é uma canção da cantora checa Marta Kubišová, de 1968, composta por Jindřich Brabec e escrita por Petr Rada. A canção foi lançada num total de quatro versões e posteriormente, na época da "Normalização", a sua transmissão foi totalmente proibida no rádio e na televisão.
A música foi criada para a então popular série de televisão Píseň pro Rudolph III e Marta Kubišová cantou-a no estúdio de gravação poucos dias depois da invasão do Pacto de Varsóvia à Checoslováquia. No entanto, devido ao contexto da invasão e ao seu apelo à paz e ao fim ao ódio, tornou-se um símbolo da resistência checoslovaca à ocupação. A gravação, posteriormente chegou à Rádio Checoslovaca, que lutou contra os ocupantes. A televisão não o transmitiu até 1969 no programa para o qual foi originalmente planeado. A publicação da música foi acompanhada de um pedido de desculpas por não ter relação com os eventos políticos ocorridos.
A canção foi posteriormente lançada como single e em 1969 foi incluída no álbum de estreia de Marta Kubišová, Songy a balady. Durante o período da "Normalização", a canção foi banida das rádios, e a cantora proibida de se apresentar até 1989, após ser acusada falsamente de produzir e espalhar fotos pornográficas.
A 22 de novembro de 1989, durante a Revolução de Veludo, a canção foi cantada pela própria Kubišová de uma varanda na Praça de Venceslau, tornando-se, também, um símbolo da revolução.

## Ficha técnica
Primeira versão
- Marta Kubišová – vocais
- Milan Dvořák – órgão
- Angelo Michajlov– piano
- Karel Černoch – bateria

Versão TV e single
- Marta Kubišová – vocais
- Lubomír Panek - coro
- Orquestra de Dança da Rádio Checoslovaca, dirigida por Václav Hybš

Versão do álbum
- Marta Kubišová – vocais
- Golden Kids Orchestra, regida por Josef Vobruba